# Aspicularis
Aspicularis är ett släkte av rundmaskar. Aspicularis ingår i familjen Oxyuridae.
Släktet innehåller bara arten Aspicularis tetraptera.